# 난릉왕 (드라마)
《난릉왕》(중국어 간체자: 兰陵王, 정체자: 蘭陵王, 병음: Lán líng wáng 란링왕[*], 한자음: 난릉왕, 영어: Prince of Lan Ling 프린스 오브 란링[*])은 중국의 텔레비전 드라마.

## 등장 인물

### 주요 배우
- 펑사오펑(馮紹峰; 어린 시절:쑤한화(蘇晗燁)): 고장공(高長恭) 역
- 린이천(어린 시절: 장이이(蔣依依)): 양설무(楊雪舞) 역
- 천샤오둥(陳曉東): 우문옹(宇文邕) 역

### 북제
- 자이톈린(翟天臨): 고위(高緯) 역
- 마오린린(毛林林): 풍소련(馮小憐) 역
- 후위웨이: 고연종(高延宗) 역

### 북주
- 왕디(王笛) : 아사나황후(阿史那皇后) 역

### 기타
- 웨이첸샹(魏千翔) : 한효동(韓曉冬) 역